# Kazimierz Funk
Kazimierz Funk (ur. 23 lutego 1884 w Warszawie, zm. 19 listopada 1967 w Albany) – polski biochemik, twórca nauki o witaminach.

## Życiorys
Pochodził z żydowskiej rodziny. Był synem Jakuba, lekarza dermatologa, oraz Gustawy z domu Zysan. W kalendarzach adresowych Warszawy występował w tym czasie Jakub Izraelowicz Funk, lekarz chorób wenerycznych i skórnych (w r. 1900 adres: Włodzimierska 8).
W 1900 ukończył gimnazjum w Warszawie, po czym wyjechał do Szwajcarii. Studiował biologię w Genewie, następnie chemię w Bernie. W 1904 pod kierownictwem Stanisława Kostaneckiego przeprowadził przewód doktorski. 
W następnych latach pracował w Instytucie Pasteura w Paryżu, na Uniwersytecie Berlińskim i w Wielkiej Brytanii (prowadził badania nad nieznaną wcześniej przyczyną choroby beri-beri). 
Odkrył i wyodrębnił z otrąb ryżowych pierwszą witaminę B1. Jego badania pozwoliły wykryć obecność tej witaminy w rozmaitych pokarmach, m.in. w drożdżach, mleku i mózgu wołowym. 
Funk jest autorem terminu „witamina” (łac. vita – życie, amina – związek chemiczny zawierający grupę aminową), który wprowadził w 1912 roku. Pomógł mu w tym Ludwik Rajchman, który zaproponował Funkowi napisanie publikacji przeglądowej związanej z jego pracą, a nie pracy eksperymentalnej. Według ówczesnych przepisów praca przeglądowa nie wymagała zgody na publikację zwierzchników Funka, którzy sprzeciwiali się zastosowaniu nowego pojęcia „witaminy”. Artykuł ukazał się w The Journal of State Medicine, którego Rajchman był jednym z redaktorów. 
Zajmował się leczeniem chorych na awitaminozy. Przewidywał, że brak witamin może powodować inne choroby: krzywicę, szkorbut, pelagrę. Większość swoich prac badawczych zrealizował w Instytucie Pasteura w Paryżu. 
W czasie I wojny światowej przeniósł się do Stanów Zjednoczonych, gdzie prowadził badania nad wykorzystaniem witamin do celów leczniczych. W 1923 wrócił do Polski dzięki Ludwikowi Rajchmanowi, który jako przedstawiciel Ligi Narodów przekonał najpierw Funka a potem Fundację Rockefellera, by ta zapewniła Funkowi odpowiednie wynagrodzenie, jako kierownikowi oddziału biochemii w PZH w Warszawie. W latach 1923–1928 kierował tym oddziałem Państwowego Zakładu Higieny w Warszawie, pracował tam m.in. nad wyizolowaniem insuliny. Badał wpływ witaminy B1 na przemianę węglowodanową i zajmował się badaniem kwasu nikotynowego. 
W 1928 wyjechał do Paryża, gdzie prowadził badania nad hormonami. W 1939, po wybuchu II wojny światowej, wyemigrował do Stanów Zjednoczonych, gdzie pozostał do końca życia. W ostatnim okresie życia Funk zajmował się badaniem przyczyn raka. 
Jest autorem kilkuset publikacji naukowych. Zmarł w Albany, stolicy stanu Nowy Jork, w wieku 83 lat.

## Wybrane publikacje
- Casimir Funk. The etiology of the deficiency diseases. Beri-beri, polyneuritis in birds, epidemic dropsy, scurvy, experimental scurvy in animals, infantile scurvy, ship beri-beri, pellagra. „J. State Med.”. 20, s. 341–368, 1912.

- Funk, C. 1914 Die Vitamine. J. P. Bergmann, Wiesbaden.

## Upamiętnienie
Jest patronem ulic we Wrocławiu oraz Zielonej Górze.